# أندريس فيليبي كوريا
أندريس فيليبي كوريا (بالإسبانية: Andrés Felipe Correa) (2 يوليو 1984 في كولومبيا - ) هو لاعب كرة قدم كولومبي في مركز الدفاع. لعب مع أتلتيكو جونيور.

## وصلات خارجية
- أندريس فيليبي كوريا على موقع قاعدة بيانات كرة القدم.إي يو (الإنجليزية)
- أندريس فيليبي كوريا على موقع Soccerway.com (الإنجليزية)